# Halkirk (Schotland)

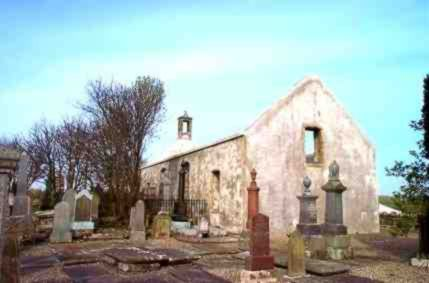
Kerk bij Halkirk

Halkirk (Schots-Gaelisch: Hacraig) is een dorp aan de Thurso in het noordoosten van het Schotse raadsgebied Highland. In het dorp is een gemeente van de Free Presbyterian Church of Scotland gevestigd.
Nabij Halkirk ligt station Georgemas Junction.